# Хадсон, Майкл
Майкл Ха́клберри Хадсон (англ. Michael Huckleberry Hudson, род. 14 марта 1939 года) — американский экономист, профессор экономики Университета Миссури в Канзас-Сити и научный сотрудник Экономического института Леви при Бардколледже, бывший аналитик Уолл-стрит, политический консультант, комментатор и журналист.
Выпускник Чикагского (B.A., 1959) и Нью-Йоркского университетов (M.A., 1965, PhD, 1968). Ещё во время обучения в магистратуре начал работать экономическим консультантом в «Chase Manhattan Bank» (1964—1968) и «Arthur Andersen» (1968). После окончания работы в банках, в должности доцента преподавал экономику в нью-йоркской Новой школе (1969—1972). В 1980-90-е годы работал экономическим консультантом для различных правительств и неправительственных организаций и фондов.
Всю свою научную карьеру Хадсон посвятил изучению займов: как внутренних (кредиты, ипотека, процентные ценные бумаги), так и внешних. На протяжении почти полувека он последовательно отстаивает мысль, что займы всегда призваны сдержать развитие страны-заёмщика, а займы и экспоненциально растущие долги, опережающие размер прибыли от «реальной экономики», являются губительными для государства-заёмщика. По мнению Хадсона, процентные выплаты ростовщикам и рантье вымывают деньги из оборота, уменьшая возможность покупки товаров и услуг, тем самым провоцируя «кредитное сжатие» экономики. Хадсон отмечает, что существующая экономическая теория (в частности, чикагская школа) отражает интересы рантье и финансистов. Хадсон считает, что их экономический язык призван создать впечатление отсутствия альтернативы нынешнему статус-кво. Паразитарное процентное бремя на реальное хозяйство бухгалтерией вместо того, чтобы вычитаться как уменьшающие экономический результат, напротив, прибавляются, увеличивая ВВП, и считаются «производительными». В качестве выхода Майкл Хадсон в сфере внешней политики предлагает списание долгов, для внутренние политики он отстаивает защиту потребителя, государственное поддержание инфраструктурных проектов и обложение налогом паразитарных рантье-секторов экономики, вместо роста налогообложения трудящихся в угоду искаженным идеям экономистов классической школы.
Дирк Беземер назвал Хадсона одним из 12 экономистов, которые успешно предсказали ипотечный кризис 2008 года.

## Биография

### Юность и выбор профессии
Майкл Хадсон родился 14 марта 1939 года в Миннеаполисе. Учёный является американцем в пятом поколении, по материнской линии он имеет кровь индейцев оджибве. Его отец, Карлос Хадсон (англ. Nathanial Carlos Hudson; 1908—2003) получил экономическое образование в Миннесотском университете. После окончания обучения, которое пришлось на 1929 год, год начала Великой депрессии, активно включился в профсоюзную борьбу, стал профсоюзным активистом троцкистского толка, был редактором Northwest Organizer и The Industrial Organizer, а также писал статьи для других профсоюзных изданий. Когда Майклу исполнилось 2 года, его отец был арестован: он попал под действие Акта Смита, направленного на борьбу с троцкистами в США.
Начальное и среднее образование Майкл получил в частной школе Университет Чикаго Лаборатори Скулс. После её окончания он поступил в Чикагский университет сразу на две специальности: основной стала германская филология, в качестве дополнительной была выбрана история. В 1959 году Хадсон окончил университет со степенью бакалавра. После окончания университета Хадсон работал в издательстве Free Press в Чикаго. Ему удалось получить права на англоязычные издания работ Дьёрдя Лукача, а также права на архивы и работы Льва Троцкого после смерти его вдовы Натальи Седовой.
С детства Хадсон много времени посвящал занятию музыкой. В 1960 году он переехал в Нью-Йорк в надежде стать учеником всемирно известного дирижёра Димитриса Митропулоса, однако этим планам не было суждено осуществиться. В Нью-Йорке Майкл встретил своего друга Гэвина Макфадйена, который познакомил его с отцом своей девушки — экономистом Теренсом Маккарти. При первой же встрече Маккарти увлёк Хадсона своим ярким описанием внутренней взаимосвязи природных и финансовых циклов, природы денег и государственного долга. Случайное знакомство стало судьбоносным для Хадсона: он отказался от занятий музыкой в пользу изучения экономики, а Теренс Маккарти стал его наставником и учителем. Хадсон вспоминал: «В его изложении финансовые потоки были такими изящными и чувственными, хочешь верь, хочешь — нет, но я стал заниматься экономикой, потому что она изящна и чувственна <…> А Теренс, я должен был общаться с ним каждый день, минимум один час, на протяжении 30 лет».

### Изучение экономики и банковская работа
В 1961 году Хадсон поступил на экономический факультет Нью-Йоркского университета. Его магистерская работа была посвящена философии развития Всемирного банка, особое внимание были уделено кредитной политике в аграрном секторе. Спустя многие годы Хадсон признавал: «Темы, которые меня интересовали, не преподавались в Нью-Йоркском университете, когда я обучался там на бакалавра. Они не преподавались ни на одной из кафедр: динамика долга, и как структура банковского кредитования влияет на цену земли. Был только один способ изучить эти темы — стать банковским работником».
Чтобы узнать, как действительно работают финансы, Хадсон параллельно с обучением на экономическом факультете приступил к работе в банке: 

Моя первая работа была настолько скучной, насколько это можно было представить: <…> Меня наняли для написания отчётов о том, как сбережения накапливают проценты и перерастают в новые ипотечные займы. <…> Отслеживание роста сбережений и роста ипотечных цен на жильё оказалось лучшим способом изучения того, как была сформирована «бумажная экономика» в прошедшее столетиеОригинальный текст (англ.)My first job was as mundane as could be imagined: an economist for the Savings Banks Trust Company. No longer existing, it had been created by New York’s then-127 savings banks (now also extinct, having been grabbed, privatized and emptied out by commercial bankers). I was hired to write up how savings accrued interest and were recycled into new mortgage loans. My graphs of this savings upsweep looked like Hokusai’s “Wave,” but with a pulse spiking like a cardiogram every three months on the day quarterly dividends were credited.
В 1964 году Хадсон, к тому времени всё ещё обучавшийся на магистра, присоединился к исследовательскому экономическому отделу Chase Manhattan Bank в качестве специалиста по платёжным балансам. Его задачей было рассчитать платёжеспособность Аргентины, Бразилии и Чили. Исходя из данных по их экспортной выручке и других международных платежах, Хадсону надлежало выяснить, какой доход банк мог получить из долговых бумаг этих стран. «В скором времени я обнаружил, — вспоминал учёный, — что страны Латинской Америки были полностью истощены. Они не обладали никакими валютными поступлениями, которые могли бы быть изъяты для уплаты процентов по новым кредитам или облигациям». Среди других важных заданий, которые Хадсон выполнял в Chase Manhattan, были анализ платёжного баланса американской нефтяной индустрии и отслеживание «грязных» денег, которые оседали в банках Швейцарии. По словам учёного, эта работа дала ему бесценный опыт в понимании того, как работают банки и финансовая сфера, а также понимание того, как соотносится банковская отчётность и реальная жизнь. Именно во время изучения денежных потоков нефтяных компаний Хадсон познакомился с Аланом Гринспеном (будущим Председателем Совета управляющих ФРС). Хадсон вспоминал, что Гринспен уже в те годы успешно лоббировал интересы своих клиентов и в рамках проводимого исследования пытался предоставить лишь приблизительные, оценочные данные по американскому рынку, ссылался на общемировые тенденции. «Господин Рокфеллер, глава Chase Manhattan, попросил меня сообщить Гринспену, что пока его подсчёты не будут опираться на американские данные, или пока он не станет более честным в своих допущениях, нам придётся обойтись без него».
В скором времени Хадсон оставил работу в банке, чтобы завершить докторскую диссертацию. Его диссертация была посвящена американской экономической и технологической мысли в девятнадцатом веке. Она была успешно защищена в 1968 году, а в 1975 году издана монографией под названием «Economics and Technology in 19th Century American Thought: The Neglected American Economists».
В 1968 году Хадсон приступил в работе в крупной аудиторской компании Arthur Andersen, что позволило ему анализировать платёжные потоки во всех сферах производства в США. Он выяснил, что дефицит платежей проявлялся только в военной сфере США: «Частный сектор — зарубежная торговля и инвестиции — были сбалансированы, а „зарубежная помощь“ на самом деле осуществлялась при помощи дополнительных долларов». Результаты его работы были опубликованы в качестве 100-страничной брошюры «A financial payments-flow analysis of U.S. international transactions, 1960—1968». После появления брошюры в свет Хадсон был приглашён прочесть речь для выпускников Новой школы в Нью-Йорке. Вскоре он получил там должность преподавателя международной экономики. Он проработал там три года — до появления своей первой крупной работы «Сверхимпериализм». По словам Хадсона он с удивлением обнаружил, что в университетской программе практически никак не затрагивались вопросы долгов, финансовых потоков, отмывания денег и т. д. Особое внимание, которое Хадсон уделял этим вопросам в своих лекциях, вызвало нарекания со стороны декана Роберта Хайлбронера, который отметил, что даже преподаватели-марксисты не акцентируют внимание на подобных вопросах.

### Независимый аналитик
В 1972 году Хадсон издал свою первую крупную книгу «Сверхимпериализм». В ней он показал, как США после отказа от золотого стандарта создали уникальную ситуацию, когда обязательства ФРС стали единственной основой для системы валютного резервирования и иностранным правительствам не было оставлено иного выбора, кроме как финансировать дефицит бюджета США, а значит, и их военные расходы.
После выхода книги «Сверхимпериализм», в 1973 году Хадсон оставил институт и перешёл работать в «мозговой центр» при Гудзоновском институте, возглавляемый Германом Каном. В 1979 году он стал советником при Учебном и научно-исследовательском институте ООН. Он писал доклады для министерства обороны, а также выступил консультантом канадского правительства.
Его вторая большая книга «Великий перелом» увидела свет в 1979 году. В ней Хадсон утверждал, что военное превосходство США привело к финансовому разделению мира.
После того, как на встрече в Мексике его предупреждения относительное долговой кабалы, в которую влезают страны Латинской Америки вызвало бурю протестов, он оставил работу в УНИИООН и занятия современной экономикой в целом. Хадсон решил изучить исторические корни явления долга, как формировались долги в Древнем Риме, Греции и Шумере. Кропотливая реконструкция рассеянного материала привела его к поразительному выводу: займы в Древнем Шумере выдавались не частными лицами, а в храмах и дворцах. Кредиторы государства были заинтересованы в том, чтобы баланс экономики не был нарушен, поэтому государство не позволяло гражданам влезать в долговую кабалу и попадать в зависимость от других граждан. В скором времени Хадсон стал научным исследователем при Музее археологии и этнологии Пибоди при Гарвардском университете. При помощи учёных из Гарварда Хадсон основал Институт по изучению становления долгосрочных экономических тенденций. Позднее он стал основателем ISCANEE (Международная конференция по изучению экономики древнего Ближнего Востока), которая организовала серию новаторских симпозиумов. В это же время он продолжал работать как финансовый консультант. В 1989 году он присоединился к фонду «Scudder Stevens and Clark», специализировавшемся на государственных облигация. В следующем году фонд занял второе место среди лучших инвестиционных фондов в мире.
В середине 1990—х годов Хадсон стал профессором экономики Университета Миссури в Канзас-Сити и научным сотрудником Экономического института Леви при Бардколледже.
В начале 2000-х годов он выступил с предупреждением, что растущая инфляция и усиление долговой ипотечной кабалы приведут к кризису. Хадсон обратился в несколько издательств с предложением написать книгу, в которой показал бы, что рост ипотечного пузыря неотвратимо ведёт к кризису, однако издательства отказывались печатать такую работу. «Они говорили, что писать о таком, это всё равно что рассказывать людям, что чем старше вы становитесь, тем хуже ваши дела в постели». Тем не менее Хадсон написал несколько популярных статей для Харпер, в которых изложил своё видение грядущей проблемы. Когда в 2007 году кризис разразился, Financial Times назвала его одним из восьми экономистов, которые предвидели кризис. Сам Хадсон утверждал, что приближение кризиса видели все, кроме экономистов с Уолл-стрит.
В настоящее время Хадсон директор The Institute for the Study of Long-Term Economic Trends (ISLET) и Distinguished Research Professor of Economics в University of Missouri, Kansas City, активно пишет книги и выступает с комментариями в прессе.

## Научный вклад

### Американский империализми проблема внешнего долга
Свои первые работы Хадсон посвятил проблеме золотовалютных резервов и внешнего экономического долга Соединённых Штатов — предмету, который изучал его наставник Теренс МакКарти. В своей первой статье «Сито золота» (Sieve of Gold) Хадсон обратился к анализу катастрофических экономических последствий, которые повлекла за собой война во Вьетнаме. Вместе с тем он обратил внимание на экономические показатели, согласно которым даже без войны экономика США очень скоро вошла бы в фазу кризиса. Благосостояние Соединённых Штатов в послевоенные годы во многих случаях обеспечивалось «золотой подушкой», которая была накоплена с 1934 по 1945 годы. Накопление активизировалось в 1934 году, когда испуганные фашизмом и нацизмом европейцы стали скупать государственные ценные бумаги США, тем самым переложив свои золотые и валютные резервы в американские банки. С 1934 года золотовалютные резервы США увеличились с 7,4 млрд долларов США до 20,1 млрд в 1945 году). После создания Бреттон-Вудской системы, а также Международного валютного фонда, золотой запас США гарантировал, что доллар будет настолько же золотым, как само золото. Цена золота была жёстко фиксирована — 35 долларов за тройскую унцию. Разрушенной Европе требовались массовые инвестиции, которые могли рассчитывать на более высокую прибыль, чем в США. Капитал начал перемещаться в Европу. В то же время военные расходы стали причиной огромной доли дефицита бюджета США. Правительство тщетно пыталось предотвратить дальнейший рост дефицита: с одной стороны, всячески ограничивая отток золота, с другой стороны, не позволяя иностранным центральным банкам получить золото в обмен на находящиеся у них доллары. Очень скоро европейские банкиры признали такую политику лицемерной, но ничего не могли сделать, поскольку любая попытка обменять доллары на золото привела бы к ослаблению доллара, а это снизило бы конкурентоспособность европейских производителей на американских рынках.
В своей первой научной работе, стостраничной брошюре «Анализ финансовых потоков в США по международным транзакциям 1960—1968 годов», Хадсон показал, что американская статистика экспорта ошибочно включает в себя класс товаров, для каких отправка за рубеж не предусматривает оплаты от иностранных покупателей, таким образом не является торговой сделкой. В первую очередь это касалось военных поставок, а также запасных частей и компонентов авиалайнеров, которые американские международные авиакомпании вывозили в зарубежные аэропорты для ремонта своих самолётов. Эти товары были ввезены в страну пребывания как специальные поставки и поэтому не считались импортом. В то же время их стоимость увеличила статистику экспорта США. Таким образом, государственный баланс в 1960—1968 годах испытывал значительный дефицит платёжных потоков главным образом из-за военных операций, но существующая система учёта финансовых потоков смешивала правительственные и частные потоки, тем самым скрывая существующую проблему и причину дефицита. В своей монографии Хадсон попытался разделить платёжный баланс США на правительственный и частный сектора.
В 1972 году Хадсон опубликовал свою первую крупную книгу — «Сверхимпериализм». В ней он проследил историю формирования американского империализма после окончания Первой мировой войны. В интерпретации Хадсона «суперимпериализм» — это этап империализма, на котором государство не олицетворяет интересы какой-либо группы капиталистов, а само целиком и полностью нацелено на империалистический захват других государств. Хадсон, развивая идею, изложенную в «Анализе финансовых потоков США по международным сделкам, 1960—1968 годы», указал, что система помощи, сформированная после окончания Второй мировой войны, заявленная как помощь развивающимся странам третьего мира, на самом деле была призвана решить проблему экономики США. Вся внешняя политика США была направлена на сдерживание экономического развития стран третьего мира в тех секторах, где США боялись возникновения конкуренции. В то же время США активно проводили политику свободной торговли в развивающихся странах, иными словами, проводили политику, противоположную той, которая привела их к процветанию. После отмены фиксированного обмена долларов на золото, США заставили иностранные центральные банки покупать казначейские облигации США, которые выпускаются для финансирования федерального дефицита и крупных военных поставок США. В обмен на обеспечение чистого избытка активов, товаров, долгового финансирования, товаров и услуг зарубежные страны «вынуждены» удерживать равное количество казны США. Это приводит к снижению процентных ставок в США, что приводит к снижению обменного курса доллара.
Хадсон рассматривает скупку иностранными центральными банками казначейских облигаций США как законные усилия по стабилизации обменных курсов. Иностранные центральные банки могли бы продавать избыточные доллары на валютном рынке, но это негативно повлияло бы на их способность поддерживать активное сальдо торгового баланса, даже несмотря на то, что их покупательная способность возросла бы. Хадсон рассматривает «клавиатурный кредит» (кредит, созданный несколькими кликами по клавиатуре) и отток золота в обмен на иностранные активы без будущих средств для погашения казначейских обязательств США сродни военному завоеванию. Он считает, что страны с «избыточным» балансом платежей имеют право стабилизировать обменные курсы и рассчитывать на погашение полученных кредитов, даже когда производство переходит от США к странам-кредиторам.
Хадсон утверждает, что Вашингтонский консенсус побудил МВФ и Всемирный банк ввести жесткую политику, которой сами США не придерживаются (благодаря доминированию доллара) и которая приводит к тому, что другие страны подвергаются несправедливой торговле, истощающей природные ресурсы и приватизирующей инфраструктуру, которая продается по бросовым ценам, чтобы извлечь максимальную прибыль.
Критика. Главные американские таблоиды (Business Week, The Nation, U.S. News & World Report, The Washington Post) и академические журналы встретили книгу гневными рецензиями, в которых не жалели для автора и его работы уничижительных эпитетов. Обозреватели называли работу Хадсона поверхностной и псевдонаучной, перенасыщенной сенсационными, но в то же время ничем не обоснованными идеями.
Американский экономист, специалист в международных отношениях Бенджамин Коэн назвал книгу Хадсона порождением психологической травмы, которую нанесла американцам Вьетнамская война, в результате которой все события на международной арене стали рассматриваться через призму американского империализма.

Произведение Хадсона — это политический памфлет, [очередной] «трактат на века». Лишь немногие из тех, кто всё ещё не понял, что к чему, найдут для себя ответы в этой пересыщенной драматическим повествованием и нашпигованной захватывающими гипотезами работе. Книга интересна в качестве занимательного чтива, но научная значимость у неё практически отсутствует: плохо написанная, плохо аргументированная, с выводами, которые кое-как подтверждены доступным материалом. Радикальные экономисты заслуживают (и имеют) куда более достойных представителей, чем это [произведение].

Свою рецензию на книгу Хадсона американский экономист Рэймонд Микеселл озаглавил «Искажённый взгляд на экономическую историю». С позиций человека, хорошо знакомых с механизмами Бреттон-Вудской системы, Микессел упрекнул Хадсона в том, что там, где в реальной жизни имеет место конфликт интересов, как эгоистических, так и альтруистических, в представлении Хадсона все представители американской элиты солидарны в своём непоколебимом желании поработить мир. «Это поистине удивительно, — с сарказмом отмечал Микеселл, — как образованный человек может увидеть единый сценариях во всех событиях, произошедших в последние 50 лет американской истории». Рецензент отмечал, что ещё пару лет назад эта книга прошла бы мимо внимания читателей полностью незамеченной, но сейчас «неоизоляционисты, которые засели в Конгрессе и наших университетах, смогут найти поддержку в этом псевдоавторитетном издании, которое по сути является грандиозной карикатурой на американскую историю и поклёпом на американских лидеров послевоенной эпохи».
Кеннет Боулдинг в рецензии «Дьявольская теория экономической истории» счёт книгу неадекватной. На его взгляд глобальная технократическая «суперкультура», которая разрушает традиционные культуры — вот что действительно заслуживает пристального внимания учёных. Работа Хадсона же сосредотачивает всё внимание на мнимой проблеме.
Роберт Зевин в своём обзоре для Economic History Review указал, что сверхимпериализм в представлении Хадсона — это империализм, который проводится не отдельными частными лицами, а государством, однако из всего его повествования невозможно получить ясную картину о причинах роста милитаризма в Америке, о структуре её бюрократического аппарата и т. д. Вместо этого книга описывает действия и решения отдельных дипломатом и сотрудников Министерства финансов США, пересыпая монотонное повествование цитатами «дипломатов, бюрократов, журналистов и просто тех, кто проходил мимо».
Пол Абрахамс выступил в защиту американской внешней политики, указывая на тот факт, что Хадсона не принимает во внимание, какой экономический коллапс ожидал бы страны третьего мира без помощи США. Анонимный обозреватель Choice пришёл к выводу, что книга не заслуживает внимания ни учёных, ни студентов.

### Долг на Древнем Востоке
В конце 80-х годов Хадсон временно оставил сферу современной экономики и начал изучать историю системы долгов. Он обнаружил, что первыми крупными кредиторами были храмы и дворцы Месопотамии бронзового века, а вовсе не частные лица. Процентная ставка в каждом регионе была основана в виде дроби: 1⁄60 в месяц в Месопотамии, а позднее 1⁄10 в Греции и 1⁄12 для Рима.
Стабильность государства сильно зависела от количества свободных и зависимых людей, поэтому существующие ограничения препятствовали возникновению личной долговой зависимости. Провозглашения «Очищения» (годы, когда объявлялась отмена всех долгов) были направлены на поддержание баланса в экономике. Хадсон вспоминал: «В начале 1990-х я пытался написать собственное резюме, но не смог убедить издателей в том, что ближневосточная традиция аннулирования задолженности была твердо обоснована. Два десятилетия назад экономические историки и даже многие библейские ученые считали, что „Юбилейный год“ был всего лишь литературным творением, утопическим спасением от практической действительности. Я столкнулся со стеной когнитивного диссонанса при мысли, что эта практика находит подтверждение в исторических источниках».
По словам Хадсона, регулярное аннулирование аграрных долгов и освобождение рабов было священным и применялось, чтобы сохранить социальный баланс. Такие амнистии не являются дестабилизирующими, а необходимы для сохранения социальной и экономической стабильности.

### Внутренние долги и долговая дефляция
С начала 2000-х годов Хадсон уделяет особое внимание вопросам раздувания фиктивного капитала, которое влечёт за собой вывод средств из реальной экономики и ведёт к долговой дефляции. Хадсон утверждает, что паразитарные финансисты смотрят на промышленность и труд, чтобы определить, сколько богатства они смогут извлечь за счёт сборов, процентов и налоговых льгот, а не для обеспечения необходимого капитала для увеличения производства и эффективности. Он утверждает, что «магия повышения процентов» приводит к увеличению долга, который в конечном итоге извлекает больше богатства, чем производство и труд могут платить. Вместо того, чтобы извлекать налоги у «рантье» для снижения стоимости рабочей силы и активов и использовать налоговые поступления для улучшения инфраструктуры для повышения эффективности производства, налоговая система США и банкиры жертвуют трудом и промышленностью во благо финансового сектора.
По словам Хадсона, банкиры и рантье ещё в 1880-х годах начали искать пути рационализации неналоговых и дерегулирующих финансов, недвижимости и монополий. Только в 1980-х годах им удалось создать неолиберальный Вашингтонский консенсус, который объявил, что «каждый заслуживает то, что получает», а значит нет никаких «незаработанных прибылей», которые не облагаются налогами.

### Контрреволюция в экономической мысли
Хадсон подчеркивает, что мировая победа неолиберальной политики тесно связана с её образовательной поддержкой во всех крупных университетах мира. По его словам, одним из первых действий «чикагских мальчиков» в Чили после того, как военная хунта свергла правительство Альенде в 1973 году, заключалась в том, чтобы закрыть все отделы экономики в стране за пределами Католического университета, который был оплотом монетаризма Чикагского университета. Затем хунта закрыла все отделы социальных наук и уволила, изгнала или физически уничтожила критиков своей идеологии во время операции «Кондор», которую Хадсон считает актом государственного террора и которая развернулась по всей Латинской Америке и распространилась на политические убийства в самих Соединённых Штатах. Чикагские мальчики признали, что идеология свободного рынка требует тоталитарного контроля над школьной и университетской системами и прессой, контроля полиции. Он отмечает, что экономическая теория, которая преподаётся в учебных учреждениях по всему миру, имеет мало общего с реальной экономикой и призвана скрыть от людей тот факт, что ситуация, которая имеет место в современной экономике, в корне противоречит положениям классической политической экономии, а поэтому является Контрпросвещением.

## Основные публикации

### Монографии
- A financial payments-flow analysis of U.S. international transactions, 1960—1968. 1970
- The Myth of Aid; the Hidden Agenda of the Development Reports 1971
- Super imperialism : the origin and fundamentals of U.S. world dominance 1972
  - 2nd ed., London: Pluto Press, 2003, 425 pp.
  -  (яп.) 超帝国主義国家アメリカの内幕 / (1975, 2nd ed., 2002, Tokuma Shoten)
  -  (кит.) 金融帝国 : 美国金融霸权的来源和基础 (2008, Government Publication and Translation House).
  - Spanish (1973, Dopesa)
- * Economics and technology in 19th century American thought. 1975
  - America’s protectionist takeoff, 1815—1914 : the neglected American school of political economy 2010
  -  (кит.) 当代世界学术名著·保护主义：美国经济崛起的秘诀（1815-1914）
- Global fracture : the new international economic order 1977
  - 2nd ed. University of Michigan Press, 2005, 296 pp.
  -  (яп.) Japanese (1979)
- Canada in the new monetary order : borrow, devalue, restructure. 1978
- Trade, development and foreign debt : a history of theories of polarisation and convergence in the international economy 1992
  - 国际贸易与金融经济学-国际经济中有关分化与趋同问题的理论史 2014
- The bubble and beyond : fictitious capital, debt deflation and the global crisis 2012
- Killing the host : how financial parasites and debt bondage destroy the global economy 2015
- Finance as Warfare, 2015
- Absentee Ownership and Its Discontents: Critical Essays on the Legacy of Thorstein Veblen, 2016
- ...and forgive them their debts: Lending, Foreclosure and Redemption From Bronze Age Finance to the Jubilee Year, 2018

### Статьи, интервью, редакторская работа
Современная экономика
- Hudson, Michael. The Sieve of the Gold :  [англ.] // Ramparts. — 1968. — May. — P. 38—43.
- Hudson, Michael. Epitaph for Bretton Woods :  [англ.] // Journal of International Affairs. — 1969. — Vol. 23, no. 2. — P. 266—301.
- Hudson, Michael. Financing the World Empire :  [англ.] // Commonweal. — 1969. — Vol. 91, no. 08. — P. 243—244.
- Hudson, Michael. Does Economics Deserve a Nobel Prize? :  [англ.] // Commonweal. — 1970. — Vol. 93, no. 12. — P. 296—298.
- Hudson, Michael. Latin America’s Role in U.S.European Diplomacy :  [англ.] // CrossCurrents. — 1971. — Vol. 21, no. 3. — P. 303—319. — JSTOR 24457736.
- Hudson, Michael. Obsolescent Factors in the International Economy :  [англ.] // Review of Social Economics. — 1972. — Vol. 30, no. 1. — P. 112—140.
- "Statecapitalist vs. Privateenterprise Imperialism, " paper delivered at the Sept. 1973 meeting of the American Political Science Association (reprinted in the 2002 2nd ed. of Super Imperialism, Pluto Press).
- «Did the Phoenicians Introduce the Idea of Interest to Greece and Italy — And if So, When?» in Gunter Kopcke, ed., Greece Between East and West: 10th8th Centuries BC (Berlin: 1992):128-143.
- «The Archaeology of Collapse: A 4000 Year Perspective» (with Fred Harrison, in A Philosophy for a Fair Society [London: Shepheard-Walwyn, 1994]):7-31.
- Hudson, Michael. Roscher’s Victorian Views on Financial Development :  [англ.] // Journal of Economic Studies. — 1995. — Vol. 22, no. 3/4/5. — P. 187—208.
- "Debt Forgiveness and Redemption: Where do the Churches now stand, " Geophilos, No. 2 (Autumn 2002):8-33
- "America’s Monetary Imperialism, " Global Dialogue 5 (2003):73-81.
- "Technical Progress and Obsolescence of Capital and Skills: Theoretical foundations of 19th-century U.S. industrial and trade policy, " in Erik S. Reinert, ed., Globalization, Economic Development and Inequality: An Alternative Perspective (Cheltenham: Edward Elgar, 2004):100-111.
- "The $4.7 trillion Pyramid: Why Social Security Won’t Be Enough to Save Wall Street, " Harpers, Vol. 310 (No. 1859, April 2005):35-40.
- "The New Road to Serfdom: An illustrated guide to the coming real estate collapse, " Harpers, Vol. 312 (No. 1872), May 2006):39-46.
- "Saving, Asset-Price Inflation, and Debt-Induced Deflation, " in L. Randall Wray and Matthew Forstater, eds., Money, Financial Instability and Stabilization Policy (Edward Elgar, 2006):104-24.
- "Trends that can’t go on forever, won’t: financial bubbles, trade and exchange rates, " in Eckhard Hein, Torsten Niechoj, Peter Spahn and Achim Truger (eds.), Finance-led Capitalism? (Marburg: Metropolis-Verlag, 2008):249-272.
- "Tax the Land, " Harpers, Vol. 317, No. 1902 (November 2008):40-42.
- "Fading Baltic Miracle, " International Economy, Winter 2008:74-78
- "Henry George’s Political Critics, " American Journal of Economics and Sociology 67 (January 2008):1-46.
- "The use and abuse of mathematical economics, " real-world economics review, Issue no. 55, (December 2010), pp. 2–22, and "U.S. ‘quantitative easing’ is fracturing the global economy, " ibid., pp. 82-94.
- "The Counter-Enlightenment: Its Economic Program, and the Classical Alternative, " Progress (Autumn 2010, Melbourne, Australia):4-27.
- "The Transition from Industrial Capitalism to a Financialized Bubble Economy, " World Review of Political Economy (Vol. I, no. 1: Spring 2010): 81-111.
- "Marx to Goldman Sachs: The Fictions of Fictitious Capital, & the Financialization of Industry, " Critique 53 (Vol. 38 #3: August 2010):419-444.
- "How Neoliberals Bankrupted ‘New Europe’: Latvia in the Global Credit Crisis, " (with Jeffrey Sommers), in Martijn Konings, ed., The Great Credit Crash (Verso: London and New York, 2010):244-63.

Экономика Древнего Востока
- The Lost Tradition of Biblical Debt Cancellations (New York: 1993).
- Privatization in the Ancient Near East and Classical Antiquity (ed. with Baruch Levine) (Cambridge, Mass: Peabody Museum (Harvard), 1996).
- Urbanization and Land Ownership in the Ancient Near East (ed. with Baruch Levine) (Cambridge, Mass: Peabody Museum (Harvard), 1999).
- Debt and economic renewal in the ancient Near East 2002
- Creating Economic Order: Record-Keeping, Standardization and the Development of Accounting in the Ancient Near East (ed. with Cornelia Wunsch), (CDL Press, Bethesda, 2004).
- "Privatization in History and Today: A Survey of the Unresolved Controversies, " and "The Dynamics of Privatization, from the Bronze Age to the Present, " in Privatization in the Ancient Near East and Classical Antiquity (ed. with Baruch Levine, Cambridge, Mass: Peabody Museum (Harvard), 1996):1-72.
- "Land Taxation in Mesopotamia and Classical Antiquity, " in Robert Andelson, ed., Land-Value Taxation Around the World (New York: Robert Schalkenbach 1998):17-35.
- "Land Monopolization, Fiscal Crises and Clean Slate ‘Jubilee’ Proclamations in Antiquity, " in A Philosophy for a Fair Society:33-79 (also in Robert C. Hunt and Antonio Gilman, eds., Property in Economic Context, University Press of America, Monographs in Economic Anthropology 14 (1998):139-169.
- «Just how did ancient bureaucrats set their interest rates?» Archaeological Odyssey 2 (July/August 1999):6-7.
- "From Sacred Enclave to Temple to City, " in Urbanization and Land Ownership in the Ancient Near East (ed. with Baruch Levine, Cambridge, Mass: Peabody Museum (Harvard), 1999):117-191.
- "The Economic Roots of the Jubilee, " Bible Review 15 (Feb. 1999): 26-33, 44.
- "Karl Bücher’s Role in the Evolution of Economic Anthropology, " [Annual Heilbronn Symposium, 1997: Karl Bücher], in Jürgen Backhaus (ed.), Karl Bücher. Theory, History, Anthropology, Non-Market Economies (Marburg: Metropolis Verlag 2000):301-336.
- "Music as an Analogy for Economic Order in Classical Antiquity, " in Jürgen Backhaus (ed.), Karl Bücher. Theory, History, Anthropology, Non-Market Economies (Marburg: Metropolis Verlag 2000):113-35.
- "How Interest Rates Were Set, 2500 BC — 1000 AD: Máš, tokos and fænus as metaphors for interest accruals, " Journal of the Economic and Social History of the Orient 43 (Spring 2000):132-161.
- "Reconstructing the Origins of Interest-Bearing Debt and the Logic of Clean Slates, " in Debt and Economic Renewal in the Ancient Near East (2002):7-58.
- "The Archaeology of Money in Light of Mesopotamian Records, " in L. Randall Wray (ed.), Credit and State Theories of Money: The Contributions of A. Mitchell Innes (Edward Elgar, 2004).
- "The Development of Money-of-Account in Sumer’s Temples, " in Michael Hudson and Cornelia Wunsch, ed., Creating Economic Order: Record-Keeping, Standardization and the Development of Accounting in the Ancient Near East (CDL Press, Bethesda, 2004):303-329.
- "Entrepreneurs: From the Near Eastern Takeoff to the Roman Collapse, " in David S. Landes, Joel Mokyr, and William J. Baumol, eds., The Invention of Enterprise: Entrepreneurship from Ancient Mesopotamia to Modern Times (Princeton: Princeton University Press, 2010):8-39.

История экономической науки
- "The Mathematical Economics of Compound Interest: A Four-Thousand Year Overview, " Journal of Economic Studies 27 (2000):344-363.
- "The Use and Abuse of Mathematical Economics, " Journal of Economic Studies 27 (2000):292-315.
- "The Cartalist/Monetarist Debate in Historical Perspective, " in Edward Nell and Stephanie Bell eds., The State, The Market and The Euro (Edward Elgar, 2003):39-76.
- "After the Ice Age: How Calendar-Keeping Shaped Early Social Structuring, " in Paul G. Bahn, ed., An Enquiring Mind: Studies in Honor of Alexander Marshack (American school of prehistoric research monograph series, Oxford and Oakville: Oxbow Books, 2009):149-53.
- НЕОЛИБЕРАЛЬНАЯ НАЛОГОВАЯ И ФИНАНСОВАЯ ПОЛИТИКА ПРИВОДИТ К ОБНИЩАНИЮ РОССИИ
- http://www.zerohedge.com/news/2016-04-28/junk-economics-michael-hudson-rages-wall-street-has-taken-over-economy-draining-it
- * A Philosophy for a Fair Society (with C. J. Miller and Kris Feder) London: Shepheard-Walwyn, 1994
- Real Estate and the Capital Gains Debate (with Kris Feder), The Jerome Levy Economics Institute of Bard College, Working Paper No. 187 (March 1997).
- Finance capitalism and its discontents. 1, Interviews and speeches, 2003—2012

## Комментарии
1. ↑  Теренс Маккарти (англ. Terence McCarthy) (1910—1979) — американский экономист британского происхождения. Выпускник Оксфордского университета. Работал главным экономистом (Chief economist) в General Electric и преподавал в школе бизнеса Колумбийского университета. Ему принадлежит первый перевод «Теорий прибавочной стоимости» („Theorien über den Mehrwert (Vierter Band des Kapitals)), также известной как 4-й том «Капитала», Маркса на английский язык (издана под названием «A History Of Economic Theories: From The Physiocrats To Adam Smith»). Был убеждённым марксистом, однако не состоял в политических партиях. В 1960-70-х гг. активно печатался в Ramparts.[7]